# St. Jakobus (Jakobsberg)

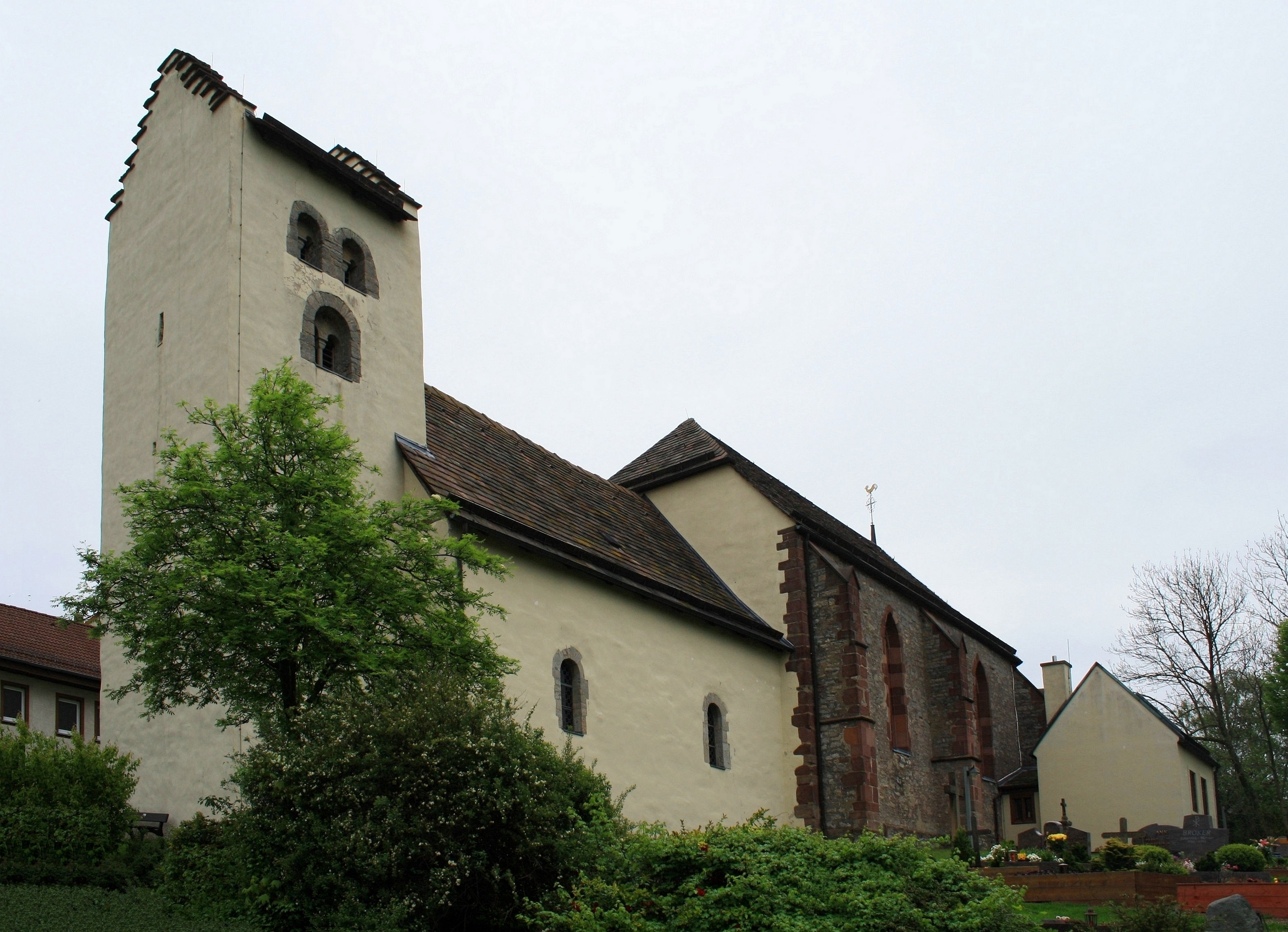
St. Jakobus in Jakobsberg

Die römisch-katholische Pfarrkirche St. Jakobus ist eine im Kern romanische, gotisch erweiterte Saalkirche im Ortsteil Jakobsberg von Beverungen im Kreis Höxter in Nordrhein-Westfalen. Sie gehört zur Pfarrei Heiligste Dreifaltigkeit Beverungen im Dekanat Höxter des Erzbistums Paderborn.

## Geschichte und Architektur

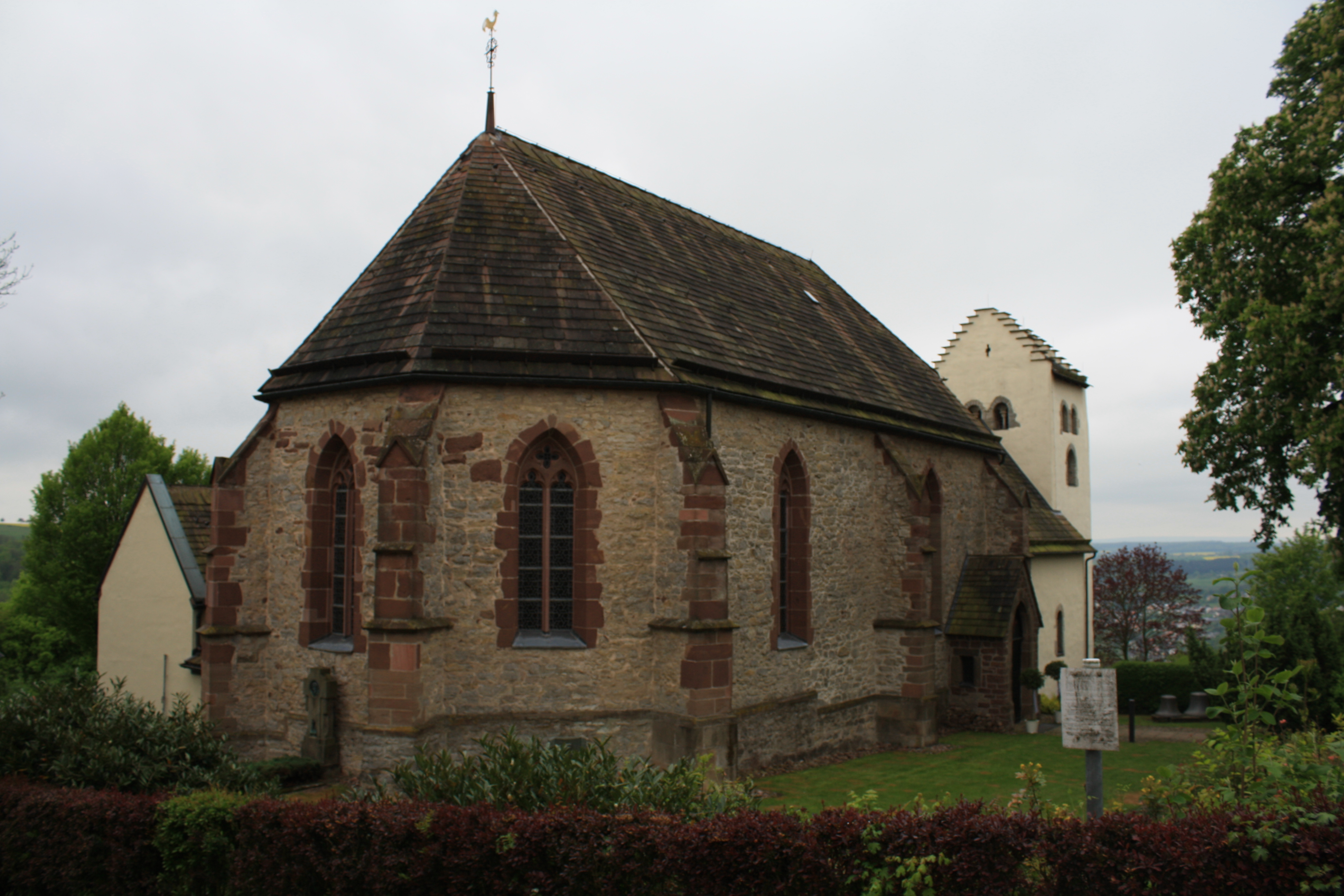
Ansicht von Osten

Die Kirche liegt beherrschend am Westhang des wegen seiner Quelle bereits im 10. Jahrhundert als heilig verehrten Haddenbergs. Sie wurde bereits nach ihrer Gründung um 1150 als Wallfahrtskirche genutzt. Das Bauwerk ist ein kleiner zweijochiger Saal mit leicht eingezogenem Westturm und einem großen zweijochigen Chor mit Dreiachtelschluss nach Osten, ausgeführt als Bruchsteinbau mit Werksteingliederung, im westlichen Teil verputzt.
Das Kernbauwerk stammt vom Ende des 12. Jahrhunderts und wurde wenig später mit einem Turm mit Biforien und Treppengiebeln ergänzt. Der im Grundriss quadratische Chor ist infolge der Hanglage erhöht gelegen und wurde vermutlich bei der Gründung der Jakobusbruderschaft 1485 durch einen flach gedeckten Saal mit Strebepfeilern und Maßwerkfenstern ersetzt. Nach 1914 wurde der Chor eingewölbt und mit einer Sakristei vervollständigt. Das Bauwerk wurde 1973 restauriert, wobei Treppentürmchen und Emporen des frühen 20. Jahrhunderts entfernt wurden. Im Jahr 1993 wurden die Teilungssäulen in den Turmbiforien rekonstruiert.
Im romanischen Teil sind Kreuzgratgewölbe zwischen kräftigen Gurtbögen auf rechteckigen Vorlagen eingezogen. Im ehemaligen Chorbogen führt eine steile Treppe zum Erweiterungsbauwerk, das mit Sterngewölben auf Konsolen überspannt ist.

## Ausstattung

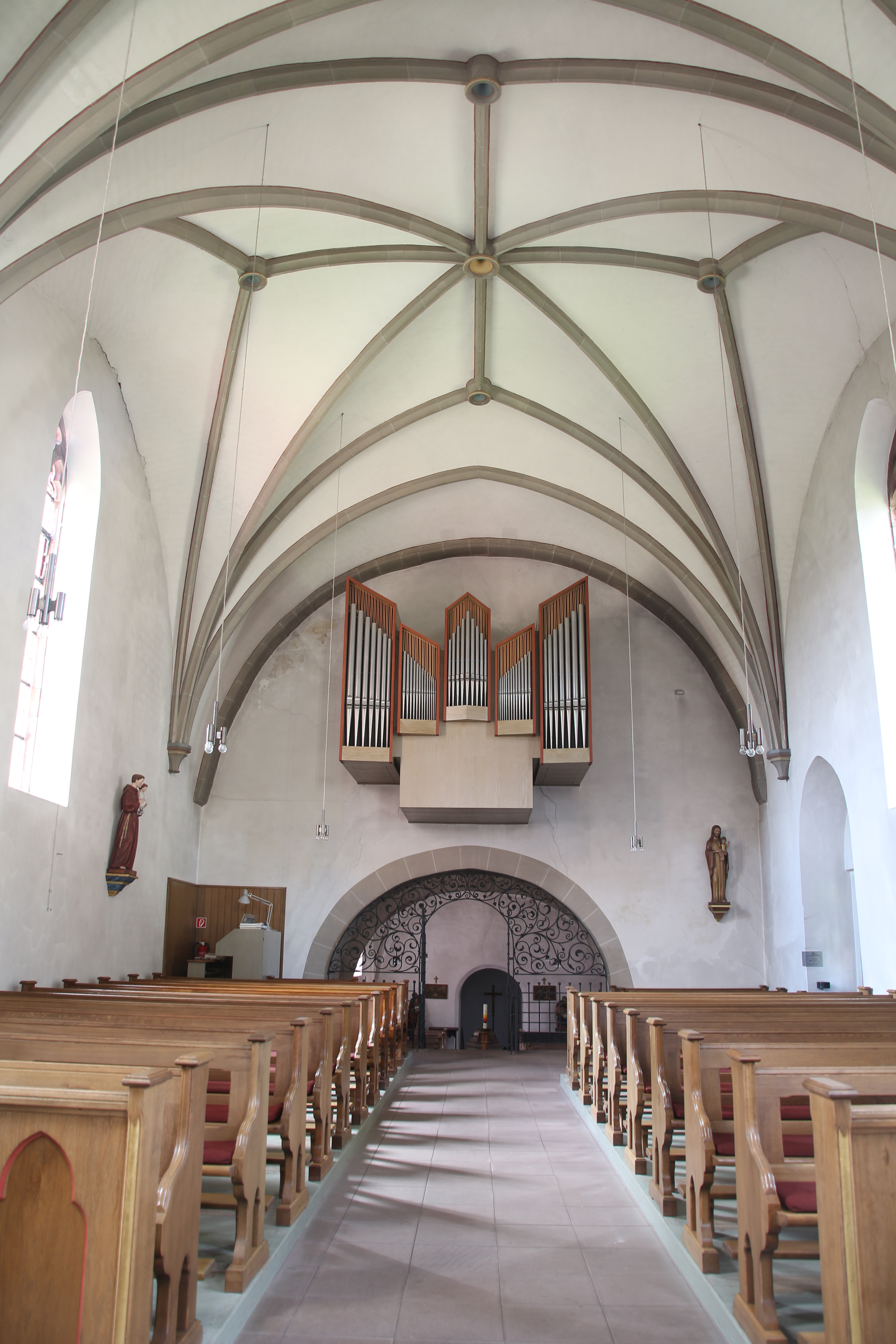
Innenansicht

Die Ausstattung gehört zumeist der Neugotik an. Ältere Teile sind das schmiedeeiserne Gitter im ehemaligen Chorbogen und mehrere Schnitzfiguren aus dem 17. Jahrhundert. Links am Chor steht eine künstlerisch wertvolle Darstellung des Schmerzensmanns und rechts davon eine Pietà aus Terrakotta. An der Nordwand sind die Heiligen Barbara und Augustinus aufgestellt, an der Südwand die Heiligen Laurentius, Erzengel Michael und Antonius von Padua. Die Reliquien der Heiligen Don Bosco und Jakobus des Älteren sind in einem gotischen Reliquiar auf der linken Chorseite untergebracht.
Die Schwalbennestorgel ist ein Werk aus der Zeit um 1973.

## Umgebung
In der Umgebung der Kirche und des Friedhofs liegen die schlichte Jakobuskapelle und ein 1981 angelegter, etwa 3 km langer Kreuzweg mit etwa 40 m Höhenunterschied, eindrucksvollem Panorama und den Kreuzwegstationen, die in kleinen, aus Bruchstein gemauerten Stationshäuschen untergebracht sind.